# Тиск (Мотор'ролла)
«Тиск» — це другий студійний альбом українського рок-гурту «Мотор'ролла». Він вийшов у світ у 1999 році.

## Список композицій
| Стандартне видання        | Стандартне видання         | Стандартне видання |
| #                         | Назва                      | Тривалість         |
| ------------------------- | -------------------------- | ------------------ |
| 1.                        | «Моя голова не мікросхема» | 3:25               |
| 2.                        | «Параноїдальна»            | 5:21               |
| 3.                        | «Хвиля»                    | 3:50               |
| 4.                        | «Сивий ангел»              | 3:35               |
| 5.                        | «***»                      | 4:10               |
| 6.                        | «Героїн»                   | 3:50               |
| 7.                        | «Живий труп»               | 4:17               |
| 8.                        | «Динамо»                   | 2:29               |
| 9.                        | «Я не гріх»                | 3:42               |
| 10.                       | «Мотор'ролла-контра»       | 3:28               |
| 11.                       | «Джонатан Лівінгстон #2»   | 4:17               |
| 12.                       | «Шалій»                    | 4:33               |
| 13.                       | «Тривалість»               | 4:13               |
| 14.                       | «Зима хвора»               | 4:00               |
| Загальна тривалість 55:10 |                            |                    |

| Подарункове видання       | Подарункове видання                             | Подарункове видання |
| #                         | Назва                                           | Тривалість          |
| ------------------------- | ----------------------------------------------- | ------------------- |
| 15.                       | «Я не гріх (Rmx)»                               | 3:51                |
| 16.                       | «Моя голова не мікросхема» (Музичний відеокліп) | 3:32                |
| Загальна тривалість 62:33 |                                                 |                     |

## Учасники запису
У записі альбому взяли участь:
| - Олександр Буднецький — вокал - Сергій «Сеня» Присяжний — гітара, беквокал - Ігор Леонідович Лисий — бас-гітара - Сергій Лебідь — барабани | - Карім Фадл Насер — звукорежисер - Олег Фіщук — звукорежисер - Роман Кальмук — звукорежисер - Антон Булах — дизайн |